# Karl Nilsson (kluven sköld)
Karl Nilsson (kluven sköld) eller Karl Niklisson var en svensk frälseman och riddare som levde på 1300-talet och som bland annat ägde sätesgården Wad vid Frösjön norr om Gnesta i Södermanland. Son till Ingrid Jonsdotter (Rörik Birgerssons ätt) och en okänd far.. Karl Nilsson mördades 1381 i nuvarande Riddarholmskyrkan av Bo Jonsson (Grip) eller dennes tjänare.

## Namnförvirring
Karl Nilsson kallas i en del källor felaktigt för Karl Nilsson Färla, eftersom tidiga medeltidsforskare trodde att Karl Nilsson var son till Nils Björnsson (Färla) eller medlem av någon av Färlaätterna, ett misstag som påvisats redan 1890, men tyvärr lämnat spår i olika källor, och ibland felaktigt påstås än idag. Karl Nilsson förde inte i sitt sigill Två korslagda färlor vilket var vapnen för de olika ätterna Färla, utan en kluven sköld.

## Kluven sköld
En kluven sköld fördes vid denna tid av Hammerstaätten, och minst en till person för en kluven sköld under samma tid som Karl Nilsson levde, Magnus Nilsson, omnämnd som Magnus Niklissons (tuklufven sköld) vilken som vittne beseglar en köpehandling 19 augusti 1343 i Varberg. Förutom att de har samma vapensköld och samma efternamn, och sannolikt levde samtidigt, finns emellertid inga uppgifter som närmare knyter dem samman.

## Mordet
Karl Nilsson är mest känd för att ha blivit ihjälslagen av Bo Jonsson (Grip) eller dennes tjänare sommaren 1381 framför högaltaret i Franciskanerkyrkan (gråmunkarnas klosterkyrka), nuvarande Riddarholmskyrkan i Stockholm. Bo Jonsson omtalas som Karl Nilssons frände varför de förefaller att ha varit nära släkt med varandra.
Bakgrunden till mordet har länge varit helt okänd.

## Efterspel
Bo Jonsson ställdes aldrig inför rätta för dådet utan kastade skulden på den dräpte Karl Nilsson, som utan detaljer framställdes som förbrytare som dömts från liv och gods. Bo Jonsson framställde dråpet som en rättmätig straffåtgärd och underströk detta påstående genom att konfiskera Karl Nilssons gods.
| ”                                        | Drotsen Bo Jonsson, vilken i värjo tagit Karl Nilssons alla gods i Södermanland, som denne förverkat genom sina stora brott, förklarar att godsen, vilka ej av Greger Anundsson och dennes hustru Ingeborg Nilsdotter överlåtits till drotsen, ej heller kunde ärvas eller lösas av dessa makar. | „ |
| – SDHK-nr: 11928, Nyköping, 1381 juni 28 | |   |

Karl Nilsson omtalas i Fransiscanernas anteckningar med binamnet den gode och det okända brottet Bo Jonsson hänvisade till, är okänt från medeltida källor.
Bo Jonsson fick senare samma år urfejdebrev av Karl Nilssons släktingar Gregers Anundsson och hans hustru Ingeborg Nilsdotter (syster till Karl Nilsson), och deras son Nils Gregersson, vilken var arvinge till Karl Nilsson. och de återfick därefter sina gårdar, däribland sätesgården Wad.
| ”                                  | Gregers Anundsson och hans hustru Ingeborg Nilsdotter erkänner att drotsen Bo Jonsson givit dem ett gods i Viby i Dalby socken, Hagunda härad, samt 200 mark svenska penningar i kläde och reda pengar m. m. ”icke såsom ärfdabot utan af synnerligen godvilja och nåd”, varemot de avsäga sig all rätt till Karl Nilssons gods i Strängnäs stift och ger Bo Jonsson ett urfejdabrev för Karl Nilssons dråp, villket hädanefter skulle vara en glömd och nedlagd sak. | „ |
| – SDHK-nr: 12035, 1381 november 29 | |   |

Medeltidsgenealogen Kaj Janzon har i skriften Drotsen Bo Jonssons namnlösa dotter: Förslag till motiv i en medeltida mordgåta, föreslagit att Bo Jonsson dödade Karl Nilsson i svartjuka, eftersom Karl Nilsson enligt Janzons förslag skulle ha varit biologisk far till Bo Jonssons dotter Katarina, vilken var gift med Bo Jonssons fogde Bo Jönsson (Jöns Götessons ätt), och som 1402 av Bengt Nilsson (Lejonansikte), enligt Kaj Janzon mer eller mindre tvingades, att sälja alla sina gods till honom, inklusive sina egna arvegods:
| ”                                   | Bo Jönssons änka Katarina säljer till riddaren Bengt Nilsson åtskilliga gårdar i Södermanland, Östergötland, Västergötland, Småland och Halland, som hon erhållit dels i arv, dels i morgongåva. | „ |
| – SDHK-nr: 15947, 1402 september 29 | |   |